# Ізбіще
Ізбіще (пол. Izbiszcze) — село в Польщі, у гміні Хорощ Білостоцького повіту Підляського воєводства.
Населення — 296 осіб (2011).
У 1975-1998 роках село належало до Білостоцького воєводства.

## Демографія
Демографічна структура станом на 31 березня 2011 року:
|          | Загалом | Допрацездатний вік | Працездатний вік | Постпрацездатний вік |
| -------- | ------- | ------------------ | ---------------- | -------------------- |
| Чоловіки | 158     | 34                 | 108              | 16                   |
| Жінки    | 138     | 23                 | 62               | 53                   |
| Разом    | 296     | 57                 | 170              | 69                   |